# Chris Iwelumo
Christopher Robert „Chris” Iwelumo (ur. 1 sierpnia 1978 w Coatbridge) – szkocki piłkarz pochodzenia nigeryjskiego występujący na pozycji napastnika w Scunthorpe United.

## Kariera klubowa
Iwelumo zawodową karierę rozpoczynał w 1996 roku w szkockim St. Mirren ze Scottish First Division. Jego barwy reprezentował przez 2 lata, a w 1998 roku odszedł do duńskiego Aarhus Fremad z Superligaen. W 1999 roku spadł z nim do 1. division.
W lutym 2000 roku Iwelumo przeszedł do angielskiego Stoke City z Division Two. W tych rozgrywkach zadebiutował 18 marca 2000 roku w zremisowanym 1:1 pojedynku z Wycombe Wanderers. W sezonie 2000/2001 był wypożyczany do zespołów Division Three, York City i Cheltenham Town. Potem wrócił do Stoke, z którym w 2003 roku awansował do Division One. W sezonie 2003/2004 był wypożyczony do Brighton & Hove Albion z Division Two.
W 2004 roku Iwelumo podpisał kontrakt z niemiecką Alemannią Akwizgran z 2. Bundesligi. Pierwszy mecz zaliczył w niej 9 sierpnia 2004 roku przeciwko Eintrachtowi Frankfurt (1:1). W Alemannii spędził rok. W 2005 wrócił do Anglii, gdzie został graczem Colchesteru United z League One. W 2006 roku awansował z nim do Championship. W Colchesterze grał jeszcze przez rok.
W 2007 roku odszedł do Charltonu Athletic, także grającego w Championship. Zadebiutował tam 11 sierpnia 2007 roku w zremisowanym 1:1 spotkaniu ze Scunthorpe United. W Charltonie przez rok rozegrał wszystkie 46 ligowych spotkań i zdobył w nich 10 bramek.
W 2008 roku Iwelumo przeszedł do innego zespołu Championship, Wolverhamptonu. W 2009 roku awansował z nim do Premier League. W tych rozgrywkach pierwszy mecz zaliczył 24 października 2009 roku przeciwko Aston Villi (1:1). W 2010 roku, od lutego do marca, grał na wypożyczeniu w Bristolu City z Championship.
W połowie 2010 roku podpisał kontrakt ze spadkowiczem z Premier League, Burnley. W jego barwach zadebiutował 7 sierpnia 2010 roku w wygranym 1:0 spotkaniu z Nottingham Forest, w którym zdobył także bramkę.
19 lipca 2011 roku podpisał dwuletni kontrakt z występującym w Championship Watfordem.

## Kariera reprezentacyjna
W reprezentacji Szkocji Iwelumo zadebiutował 11 października 2008 roku w zremisowanym 0:0 meczu eliminacji Mistrzostw Świata 2010 z Norwegią.